# Sidney Breese
Sidney Breese (Whitesboro, 1800. július 15. – Pinckneyville, 1878. június 27.) az Amerikai Egyesült Államok szenátora (Illinois, 1843–1849).